# 프레데리크 율리우스 코스

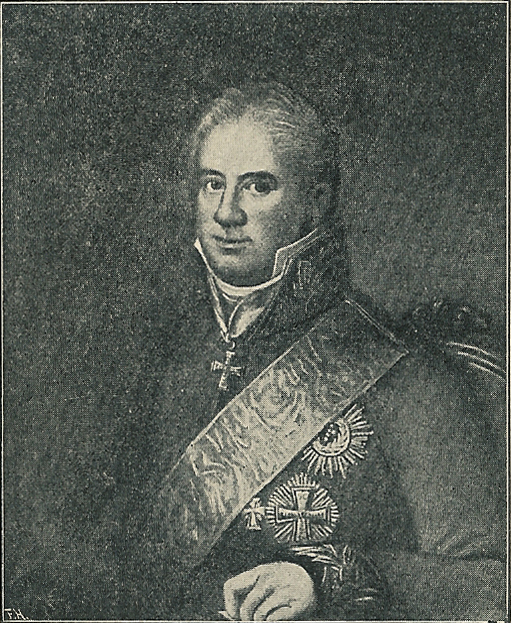
프레데리크 율리우스 코스

프레데리크 율리우스 코스(덴마크어: Frederik Julius Kaas, 1758년 8월 24일 ~ 1827년 1월 11일)는 덴마크의 정치인이다. 1814년 덴마크의 총리를 역임했다.